# りある りあるが あんりある
「りある_りあるが_あんりある」は、2010年7月21日に発売されたNHK衛星第2テレビジョン（2011年からはNHK総合テレビジョン）で放送のテレビ番組『MAG・ネット 〜マンガ・アニメ・ゲームのゲンバ〜』の主題歌シングル。

## 概要
番組のナビゲーションキャラクター、蝶伝寺さすけ（声：小野大輔）と蝶伝寺ねね（声：後藤沙緒里）が歌うオープニングテーマ・エンディングテーマを収録したCD。両曲とも、多くのアニメソングのヒット曲を手がけてきた畑亜貴と神前暁による作品。
ジャケットはさすけとねねのキャラクターデザインを担当した西又葵自身による描き下ろしイラスト。また、同梱のDVDにはシャフト制作のオープニングアニメーションなどを収録している。しかし完成版のOPアニメーションは収録されなかった。

## 収録曲

### CD
1. りある_りあるが_あんりある [4:06]
作詞：畑亜貴 作曲・編曲：神前暁
BS2（2011年からNHK総合）『MAG・ネット 〜マンガ・アニメ・ゲームのゲンバ〜』オープニングテーマ
2. 少年少女達成団 [4:27]
作詞：畑亜貴 作曲・編曲：神前暁
BS2『MAG・ネット 〜マンガ・アニメ・ゲームのゲンバ〜』エンディングテーマ
3. りある_りあるが_あんりある［TV O.A. Ver.］
4. りある_りあるが_あんりある（Instrumental）
5. 少年少女達成団（Instrumental）
6. りある_りあるが_あんりある［TV O.A. Ver.］（Instrumental）

### DVD
1. オープニング映像Ver.1
2. オープニング映像Ver.2
3. 西又葵 番組イラストレーション スライドショー